# 週刊TV Gamer
『週刊TV Gamer』（しゅうかんテレビゲーマー）とはアクセラから発行されていたテレビ情報誌兼ゲーム雑誌である。1997年3月に創刊、同年12月に休刊した。

## 概要
元『ファミ通』編集長の小島文隆・塩崎剛三らが中心となって創刊。
マニア向けではなく一般・ライトユーザーをメインターゲットとした。関東版・関西版を発行し、既存のゲーム雑誌とは違う誌面づくりを目指した。
創刊から半年ほどまでの間は、女性アイドルを表紙及び巻頭グラビアに起用。その写真を使ったテレホンカードが読者プレゼントとして使われていた。アイドルによっては現在も高値で取引されている。